# Edwardsia finmarchica
Edwardsia finmarchica är en havsanemonart som beskrevs av Oscar Henrik Carlgren 1921. Edwardsia finmarchica ingår i släktet Edwardsia och familjen Edwardsiidae. Inga underarter finns listade i Catalogue of Life.